# 城南行动计划
城南行动计划是北京市人民政府发布的旨在促进北京城市南部地区加快发展的行动计划。

## 简介
过去在北京，“南城”指老城区内的崇文区、宣武区，历史上南城一直比北城贫困落后，形成了“北富南贫”的发展格局。1970年代至1980年代起，丰台区也被纳入“南城”的范围。后来，又将大兴区、房山区纳入，“南城”的概念被扩展为“城市南部地区”。自改革开放以来，历史上形成的北京城市发展“北富南贫”的格局更加明显。2008年，北京城南五区（宣武区、崇文区、丰台区、大兴区、房山区）GDP总量为城北五区的五分之一；人均GDP、社会消费品零售额、全社会固定资产投资额相当于城北五区的三分之一；财政收入相当于城北五区的四分之一；地均GDP相当于城北五区的六分之一。国务院国有资产监督管理委员会直接监管的大型央企、在北京投资的将近200家世界500强企业中，将近九成都分布在北京城市北部地区，而在城市南部地区的则为数甚少。公共服务相对短缺，基础设施相对不足，制约了城市南部地区的发展。
2009年初，在北京市十三届人大二次会议上，共五个代表团218位代表就“加快城市南部地区建设和促进首都经济社会协调发展”联名提出议案。北京市人大将该议案定为两会1号议案，并由杜德印主任、吴世雄副主任牵头成立专题组，对该议案的办理提出指导意见。北京市人民政府随后成立了由常务副市长吉林牵头的工作协调小组，北京市发展和改革委员会、北京市规划委员会、北京市财政局等34个部门同城南五区人民政府共同解决，多次召开专题会议，形成了该议案办理报告。在此基础之上，北京市提出《促进城市南部地区加快发展行动计划》。
2009年11月6日，北京市人民政府发布《促进城市南部地区加快发展行动计划》（简称“城南行动计划”）。在此后三年内，市区两级人民政府投资500亿元人民币，带动城市南部地区社会总投资2900亿元人民币。从2008年到2011年，城市南部地区经济总量与城市北部地区的差距缩小了2.5个百分点；京津高铁、京沪高铁和北京地铁亦庄线、房山线、大兴线先后投入使用，新增建城市交通要道20多条共数百公里；生态建设也有了很大发展。
2013年3月28日，北京市人民政府印发了《关于促进城市南部地区加快发展第二阶段行动计划（2013-2015年）》。计划在此后三年内，向城市南部地区区投资约3960亿元人民币，实施232项重大项目，并且由政府主导变为更多依靠社会力量。该计划将行政区划调整之后的原崇文区（已成为新的东城区的一部分）、宣武区（已成为新的西城区的一部分）继续纳入政策范围。该计划统筹了城市建设、产业发展、生态建设、民生改善。在项目数量和内容上，改善民生类的项目都占七成以上。